# Musicology (Album)
Musicology (englisch für Musikwissenschaft) ist das 28. Studioalbum des US-amerikanischen Musikers Prince, wobei er alle Songs arrangierte, komponierte und produzierte. Er veröffentlichte es erstmals am 27. März 2004 bei seinem eigenen Label NPG Records als CD-Beigabe zum Konzertticket seines Eröffnungskonzerts der Musicology-Tour in Reno in Nevada. Zwei Tage später erschien das Album über seine damalige Website als Download und am 19. April 2004 wurde Musicology bei dem Label Columbia Records weltweit auf CD herausgebracht. Prince arbeitete zum ersten Mal seit dem Jahr 1999 wieder mit einem Major-Label zusammen, was einige Massenmedien als Comeback von ihm betrachteten.
Die Musik zählt zu den Genres Contemporary R&B, Funk, Pop, Rock und Soul, als Gastmusiker wirken Candy Dulfer, Clare Fischer, Maceo Parker, Sheila E. und Stokley Williams mit. Die Liedtexte handeln meist von Liebe, zwischenmenschlichen Beziehungen und sozialkritischen Themen. Musikkritiker bewerteten Musicology überwiegend positiv und aus kommerzieller Sicht erreichte das Album in den USA Doppelplatinstatus und in anderen Ländern Goldstatus.
Die Musicology-Tour avancierte mit 1,5 Millionen Besuchern und Einnahmen von 87 Millionen US-Dollar zur weltweit erfolgreichsten Tournee im Jahr 2004. Zudem wurde das Titelstück und der Song Call My Name mit Grammy Awards ausgezeichnet.

## Entstehung
Alle zwölf Songs nahm Prince im Zeitraum von 2002 bis 2004 in seinem Paisley Park Studio in Chanhassen in Minnesota auf, wobei er A Million Days bereits am 3. Mai 1997 einspielte und If Eye Was the Man in Ur Life am 11. Februar 1999; beide Stücke überarbeitete er aber im Jahr 2003. Abgesehen vom Paisley Park Studio arbeitete Prince 2003 und 2004 auch in den Metalworks Studios, ein Tonstudio in Mississauga in Kanada, weil er damals mit seiner Ehefrau Manuela Testolini (* 19. September 1976) in Ontario wohnte.
Drei Songs spielte Prince im Jahr 2002 ein; im Sommer What Do U Want Me 2 Do?, am 1. September Life ‘o’ the Party und im Dezember das Titelstück Musicology. Anfang 2003 nahm er Illusion, Coma, Pimp & Circumstance im Paisley Park Studio auf. Die drei Tracks On the Couch, Reflection und The Marrying Kind spielte er 2003 im Paisley Park Studio sowie in den Metalworks Studios ein, wobei Reflection am 29. Mai und What Do U Want Me 2 Do? am 13. November 2003 bereits vor der Albumveröffentlichung über seine damalige Website NPG Music Club.com angehört werden konnten.
Anfang Januar 2004 nahm Prince die drei Songs Call My Name, Cinnamon Girl und Dear Mr. Man im Paisley Park Studio und den Metalworks Studios auf. Mitte Januar überarbeitete er mit Candy Dulfer, Posaunist Greg Boyer und Maceo Parker weitere der zuvor aufgenommenen Stücke für Musicology.
Am 8. Februar 2004 eröffnete Prince die Grammy Awards im Staples Center in Los Angeles und sang im Duett mit Beyoncé unter anderem seinen Hit Purple Rain. „Ich werde jedes Mal gefragt, ob ich bei den Grammys spielen kann. Dieses Jahr machte ich es, weil ich ein Album veröffentlicht habe, das ich bewerben möchte sowie eine Tournee, wofür ich ebenfalls Werbung machen möchte“, sagte er der The Canadian Press.

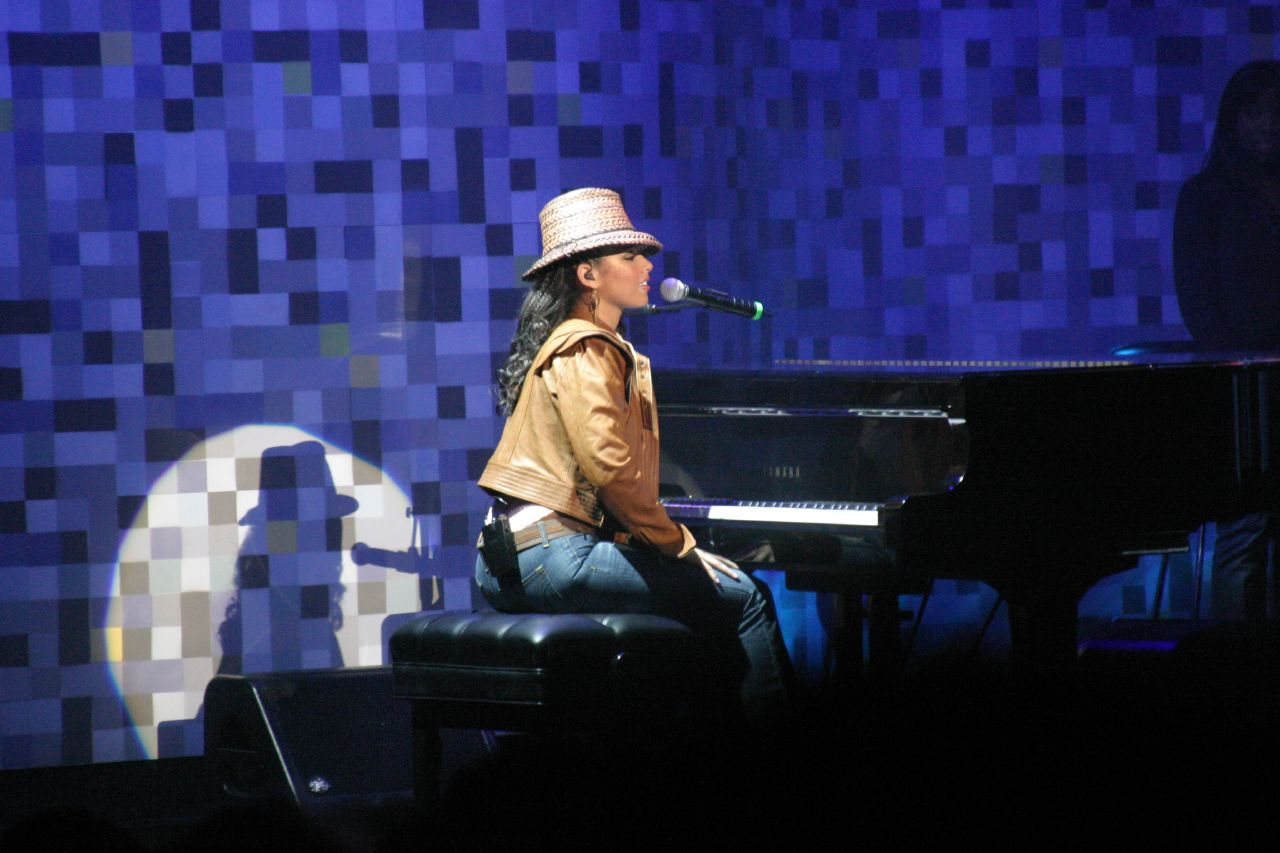
Alicia Keys, 2004

Zwei Wochen später unterzeichnete er am 24. Februar 2004 einen Vertrag bei dem Major-Label Columbia Records. Nach dem Vertragsende mit Warner Bros. Records am 31. Dezember 1999 arbeitete Prince mehr als vier Jahre lang mit keinem Major-Label zusammen und vertrieb seine Tonträger ausschließlich im Internet über seine Website NPG Music Club.com. Sein Bekanntheitsgrad sank über die Jahre und in den internationalen Hitparaden war er kaum noch vertreten.
Am 15. März 2004 wurde Prince in die Rock and Roll Hall of Fame aufgenommen. Die Laudatio hielten André 3000 und Big Boi von OutKast sowie Alicia Keys, die unter anderem folgendes sagte: „Es gibt viele Könige, aber es gibt nur einen Prince.“ Zum Abschluss der Rock-and-Roll-Hall-of-Fame-Veranstaltung spielte Prince, zusammen mit Dhani Harrison, Jeff Lynne, Steve Ferrone und Tom Petty & the Heartbreakers, den Song While My Guitar Gently Weeps (1968), der von George Harrison komponiert wurde. Dabei übernahm Prince die Leadgitarre, die in der Studioversion Eric Clapton einspielte. Durch die Auftritte bei den Grammy Awards und der Rock and Roll Hall of Fame waren die Massenmedien so stark wie seit Jahren nicht mehr an Prince interessiert.
Bevor das Album Musicology im April 2004 veröffentlicht wurde, betrieb Prince in den USA aufwändige Musikpromotion; beispielsweise trat er in diversen Fernsehsendungen wie The Tonight Show mit Jay Leno, in der The Ellen DeGeneres Show und der Today Show auf. Bei seinem Auftritt in der Tavis-Smiley-Show spielte Prince zum ersten Mal seit 1986 wieder mit Wendy Melvoin zusammen und präsentierte mit ihr den Song Reflection.

## Marketingstrategie
Prince’ Rechtsanwälte handelten eine ausführliche Marketingstrategie für den Verkauf des Albums Musicology aus. Gemäß dem Vertrag mit Columbia Records bekam er keine Vorauszahlung von dem Major-Label, durfte aber die Masters und Urheberrechte aller Albumsongs behalten. Außerdem sollte er für jedes verkaufte Musicology-Album sieben US-Dollar bekommen. In den 1990er Jahren hatte er bei Warner Bros. Records 666.667 Alben absetzen müssen, um eine Million US-Dollar zu verdienen. Bei Columbia Records reichten dagegen 142.857 verkaufte Exemplare aus, um den gleichen Betrag zu erhalten. An seinem meistverkauften Album Purple Rain aus dem Jahr 1984 verdiente Prince innerhalb von 20 Jahren 19,5 Millionen US-Dollar – an 1,4 Millionen verkauften Alben von Musicology bekam er 9,1 Millionen US-Dollar. (Stand: 2004)
Jeder Konzertbesucher der Musicology-Tour erhielt neben dem Konzertticket auch das Album, das im Ticketpreis inbegriffen war. Die Konzertpreise variierten zwischen 50 und 85 US-Dollar. Das für die Erhebung der offiziellen Musikcharts in den USA damals zuständige Unternehmen Nielsen SoundScan zählte jedes Musicology-Album, das bei Konzerten ausgehändigt wurde, als verkauftes Album. Dadurch stieg Musicology bis auf Platz drei in den US-Charts und erhielt Doppelplatin.
Konzertbesucher, die sich bereits vor einem Konzert der Musicology-Tour ein Album gekauft hatten, erhielten zwangsläufig ein weiteres Exemplar. Die US-Tageszeitung The Boston Globe kritisierte Prince für diese Vorgehensweise und fragte in einem Artikel: „Wollt ihr für seine Musik doppelt zahlen?“ Das Magazin Billboard schlug vor, Konzertbesucher sollten die Wahl haben, „entweder die CD mit dem Ticket zu erwerben oder aber ein verbilligtes Ticket ohne CD kaufen zu können.“ Mike Dreese, Gründer des US-Musikfachgeschäftes Newbury Comics, sprach von „dem unmöglichsten Versuch, die Charts-Position illegal aufzuwerten, der mir je untergekommen ist.“ Branchenkenner waren jedoch überwiegend der Meinung, Prince habe ein kreatives und erfolgversprechendes Konzept entwickelt.
Von den Einnahmen, die Prince mit dem Album und der Tournee von Musicology erhielt, ließ er alle Tonstudios in seinem Paisley Park Studio modernisieren.

## Gestaltung des Covers
Für die Covergestaltung waren Artdirector Sam Jennings und Jeremy Gavin zuständig, die Fotos machte Afshin Shahidi. Jennings arbeitete von 1998 bis 2007 mit Prince zusammen und war anfangs als Webmaster für dessen Websites verantwortlich, später dann auch als Artdirector für Schallplattencover wie beispielsweise Xpectation (2003). Gavin arbeitete von 2001 bis 2007 mit Prince zusammen und entwarf bereits das Layout für die Albumcover von The Rainbow Children (2001), One Nite Alone … (2002) und N.E.W.S (2003). Shahidi war in den Jahren 2002 bis 2007 als Prince-Fotograf tätig.
Die Vorderseite des Digipak zeigt ein Foto von Prince, auf dem lediglich seine linke Gesichtshälfte inklusive Haaransatz zu sehen ist. Sein linker Arm ist angewinkelt und der Daumen berührt die Unterlippe, seine Pupillen schauen nach links. Das Foto ist auf der rechten Seite des aufklappbaren Digipak platziert. Auf der Rückseite ist die Tracklist abgedruckt. Die Farbgestaltung des Digipak und vom Booklet sind in Brauntönen gehalten. Die Liedtexte der Albumsongs sind im Booklet abgedruckt, zudem enthält es fünf Fotos von Prince und zwei seiner Begleitband The New Power Generation. Die Alben, die bei der Musicology-Tour verteilt wurden, waren anstatt im Digipak in einer Papphülle ohne Booklet verpackt.

## Musik und Liedtexte
Die Musik zählt zu den Genres Contemporary R&B, Funk, Pop, Rock und Soul. Die Liedtexte handeln überwiegend von Liebe, zwischenmenschlichen Beziehungen und sozialkritischen Themen. Prince’ Stimme ist auf dem Album in verschiedenen Tonlagen zu hören, unter anderem in dem für ihn typischen Falsettgesang.
1. Musicology
Das Titelstück ist aus dem Genre Funk und gegen Ende ist ein in Moll gehaltenes Synthesizer-Riff zu hören. Der Liedtext ist eine Hommage an die Funk- und Hip-Hop-Musiker Chuck D, Doug E. Fresh, Earth, Wind and Fire, Jam Master Jay, James Brown und Sly Stone, die von Prince alle namentlich erwähnt werden. Außerdem erwähnt er die vier Songs I Want to Take You Higher (1969) von Sly & the Family Stone, Hot Pants (1971) von Brown, September (1978) und Let’s Groove (1981) von Earth, Wind and Fire. Die letzten 20 Sekunden bestehen aus Snippets der Prince-Songs If I Was your Girlfriend, 17 Days, Kiss, Sign “☮” the Times und Little Red Corvette.[20][21]
2. Illusion, Coma, Pimp & Circumstance
Der von Hip-Hop beeinflusste Song besitzt als Element eine rhythmische Scratch-Gitarre, jedoch keine nennenswerte Melodie. Der Liedtext handelt von einem jungen Gigolo und einer älteren wohlhabende Dame, wobei Prince die Frage stellt: „Wer macht hier wen zu einem Zuhälter, wenn niemand eine zweite Chance bekommt?“[21][22]
3. A Million Days
Die Ballade ist aus dem Genre Pop und Rock. Im Liedtext thematisiert Prince die Trennung zwischen ihm und einer nicht namentlich erwähnten Frau; er macht sich selbst Vorwürfe, warum sie ihn verlassen hat und singt: „Ich brachte es nicht übers Herz, mich zu entschuldigen. Jetzt habe ich überhaupt kein Herz mehr.“[22]
4. Life ‘o’ the Party
Im Liedtext von dem Funk-Track „werden wir eine Party feiern“ und „alle sind willkommen“, verkündet Prince. Ferner neckt er Michael Jackson, ohne ihn namentlich zu nennen, mit der Textzeile „Meine Stimme ist höher und ich habe mir noch nie die Nase machen lassen“.[23]
5. Call My Name Stokley Williams, 2014

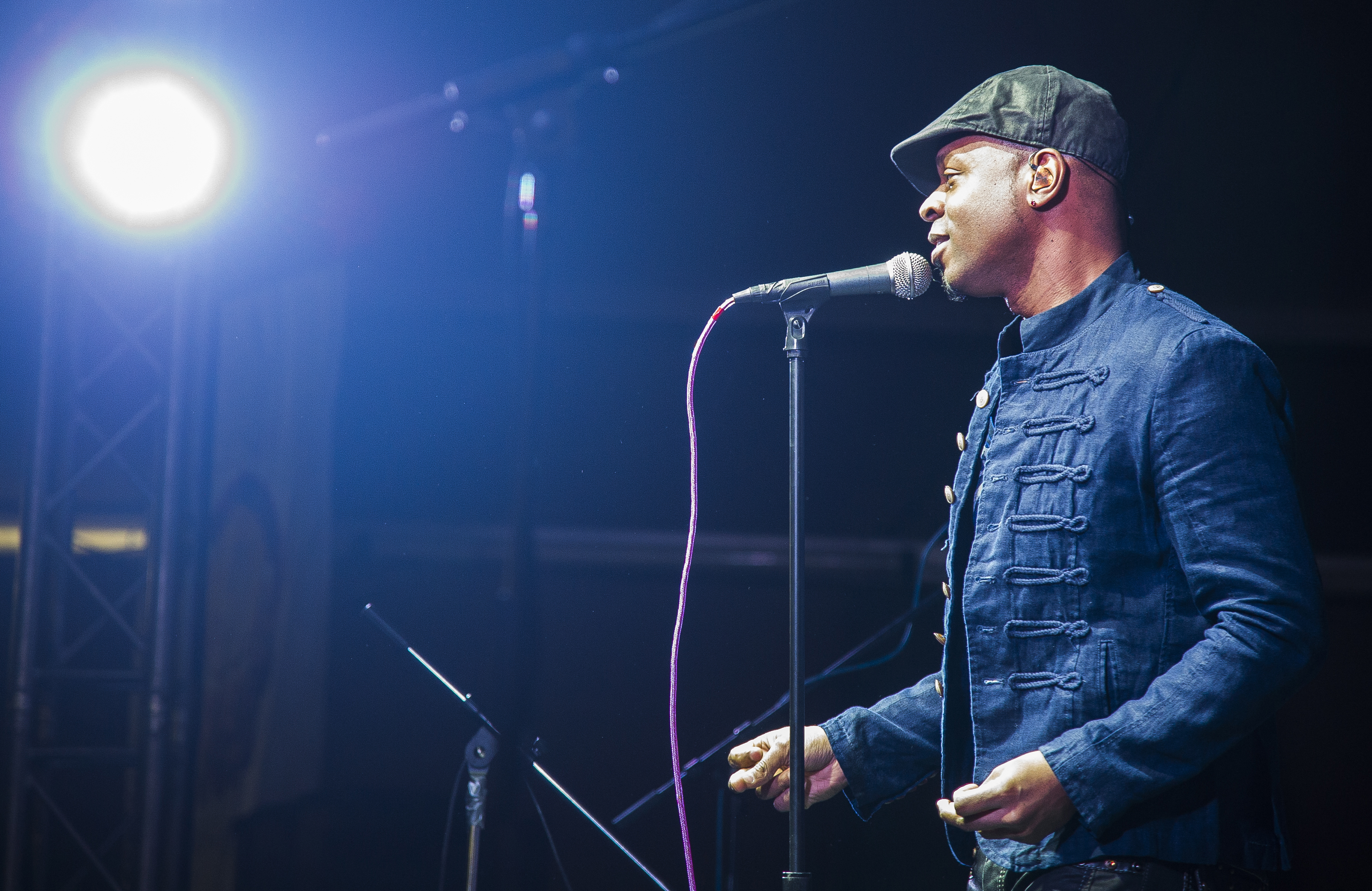
Stokley Williams, 2014

Die R&B-Ballade enthält von Clare Fischer arrangierte Samples, die von einem Saiteninstrument-Orchester gespielt werden. Im Liedtext ist Prince sehr verliebt und zählt die Stunden, die er wartet, bis seine Freundin ihn anruft. Offenbar ließ er sich von seiner damaligen Ehefrau Manuela Testolini inspirieren, denn die Zeile „Before the day I carried you through the Bridle Path door“ bezieht sich auf das wohlhabende Viertel The Bridle Path in Ontario in Kanada, wo er im Jahr 2004 mit ihr wohnte. Im Begleitgesang ist Stokley Williams (* 1967) zu hören, Leadsänger von der Funk-Band Mint Condition.[24]
6. Cinnamon Girl
Der Liedtext von dem Rocksong beschreibt die Angst und Intoleranz in den USA als Reaktion auf die Terroranschläge am 11. September 2001. Das Cinnamon Girl, wobei sich „Cinnamon“ („Zimt“) auf ihre Hautfarbe bezieht, ist eine Muslima US-amerikanischer Herkunft, die wegen der Opfer weint und für diese betet. Doch sie muss unverhofft erleben, wie sie und ihresgleichen zu Schuldigen von den Terroranschlägen der Islamisten verantwortlich gemacht wird, obwohl sie nie etwas Unrechtes in ihrem Leben getan hatte. Da Prince seit dem Jahr 2001 Zeuge Jehovas war, ist der Liedtext von diesem Glauben beeinflusst. Die Formulierung „Der Gott der Verwirrung“ bezieht sich auf den Glauben der Zeugen Jehovas an Satan als Teufel. Die Textzeilen „Don’t cry, don’t shed no tears“ und „‘Cause we know how this movie’s ending“ beziehen sich auf ein Armageddon, von dem die Zeugen Jehovas glauben. Am Ende des Songs, als „Cinnemon Girl das Buch öffnet, von dem sie weiß, dass es alle Rechnungen begleichen wird“, ist die Bibel. Cinnamon Girl ist keine Coverversion des gleichnamigen Songs von Neil Young aus dem Jahr 1969.[25][26]
7. What Do U Want Me 2 Do?
Den von Contemporary R&B und Jazz beeinflussten Song nahm Prince mit einem Linn-LM-1-Computer auf. Die Produktion ist spärlich, fokussiert auf sein Schlagzeug- und Bass-Spiel. Im Liedtext wird Prince bei einem seiner Liveauftritte von einer Frau gesehen, die ihn fortan begehrt. Sowohl er als auch die Frau sind jedoch bereits liiert und er mahnt, die Frau würde in bestimmten Ländern geköpft werden, wenn er ihren Annäherungsversuchen folgen sollte. „Schäm dich!“, schimpft er deshalb.[27] Die am Ende auf Italienisch gesprochenen Sätze „Non preoccuparti per me, io… sto bene… anche senza di luiz… sono arrivata in questo mondo da sola… sono arrivato così… ma non voglio lasciarlo… perché… perché gli uomini non ci amano? Così, solo così come noi ci meritiamo?!“ („Mach’ dir keine Sorgen um mich, ich… mir geht es gut… auch ohne ihn… ich bin allein auf dieser Welt angekommen… ich bin so angekommen… aber ich will ihn nicht verlassen… warum… warum lieben uns die Männer nicht? So, nur so, wie wir es verdienen?!“) sagt Ornella Bonaccorsi Testolini, die Schwester von Prince’ damaliger Ehefrau Manuela Testolini – ihr Vater ist Italiener.[28] In den Liner Notes wird Bonaccorsi als „una donna di passaggio“ („eine Frau auf der Durchreise“) beschrieben.
8. The Marrying Kind
Das Stück stammt aus dem Genre Pop und enthält zuweilen bedrohlich wirkendes Gitarrenspiel von Prince. Im Refrain begehrt er eine liierte Frau, während er im Liedtext ihren Freund vorwarnt. Ferner macht Prince mit der Textzeile „Ich werde sie auf die gleiche Diät setzen, die Missy gemacht hat. Du weißt, dass sie zu viel isst“ eine negative Anspielung auf Missy Elliot, die sich in ihrem im Jahr 2002 veröffentlichten Song Work It sowohl im Liedtext („Prince konnte mich nicht dazu bringen, meinen Namen zu ändern“) als auch im dazugehörigen Musikvideo über ihn lustig macht.[29]
9. If Eye Was the Man in Ur Life
Für Prince ungewöhnlich verwendete er im Songtitel das ausgeschriebene Wort „Eye“ für das englische Pronomen „I“ („Ich“), was er seit dem Jahr 1988 üblicherweise als „Augen-Symbol“ stilisierte. Das Stück ist ebenfalls aus dem Bereich Pop und beginnt mit einem zwölfsekündigen Intro, das sechs Pausen von jeweils knapp einer Sekunde besitzt. Inmitten des Songs spielt Prince Klavier. Der Track endet mit einem Jazz-Rimshot und einem Gitarrensolo von ihm. Der Liedtext handelt von einer Frau, die in ihrer Beziehung offensichtlich von ihrem Freund betrogen wird, was sie aber nicht mitbekommt. Deswegen singt Prince im Refrain: „Wenn ich der Mann in deinem Leben wäre, würde ich dich glücklich machen. Ich würde dich gut behandeln, ich würde dir jeden Tag Blumen kaufen, ich würde dir Macht geben, ich würde alles tun, was du sagst“. Ferner macht er mit der Textzeile „And you are so vain you’d think that you are the one behind this song“ eine Anspielung auf den Song You’re So Vain (1972) von Carly Simon.[30]
10. On the Couch
Die für Prince typische R&B-Ballade singt er ausschließlich im Falsett. Im Liedtext bittet er seine Geliebte, „nicht auf der Couch schlafen“ zu müssen, weil er sie begehrt und „wir vereinbart haben“, zu heiraten.
11. Dear Mr. Man
Der Song ist dem Genre 1970er-Funk zuzuordnen.[21] Im sozialkritischen Liedtext prangert Prince unter anderem das US-Gesundheitsgesetz an und singt: „Es gibt nichts Gerechtes an Sozialhilfe. Es gibt keine Unterstützung bei AIDS. Es gibt nichts Positives an ihren Handlungen, bis die Menschen bezahlt werden“. Außerdem zitiert er auszugsweise den Abschnitt 1 vom 14. Zusatzartikel zur Verfassung der Vereinigten Staaten mit „Kein Staat darf einer Person das Leben, die Freiheit oder das Eigentum ohne ein ordentliches Gerichtsverfahren entziehen“. Zudem bittet Prince, auf Drogen zu verzichten und plädiert für ein Ende des Irakkriegs sowie für die Schonung der Umwelt.[31]
12. Reflection
Das sanft gespielte Stück ist aus dem Genre Popmusik. Das Arrangement setzt sich aus akustischen Gitarren, einem schlichten Bassspiel und sanftem Schlagzeugspiel zusammen. Zudem ist ein zuweilen etwas kitschig klingendes Flötenspiel zu hören, das aus Synthesizern erzeugt wird. Den Liedtext singt Prince in einer gefühlvollen zärtlichen Stimmlage und handelt von seiner Vergangenheit, als er beispielsweise Poster an seinen Wänden hängen hatte und sich mit Freunden verglich, wer den rundesten Afrolook besaß. Es scheint, als ob er die früheren Zeiten wieder herbeisehne, wie er „manchmal einfach nur draußen auf der Veranda“ saß, „meine Gitarre spielen“ will und dabei „einfach nur zusehen, wie all die Autos vorbeifahren“.[27]

## Titelliste und Veröffentlichungen
| 1                            | Musicology                          | 4:24 |
| 2                            | Illusion, Coma, Pimp & Circumstance | 4:45 |
| 3                            | A Million Days                      | 3:50 |
| 4                            | Life ‘o’ the Party                  | 4:29 |
| 5                            | Call My Name                        | 5:15 |
| 6                            | Cinnamon Girl                       | 3:56 |
| 7                            | What Do U Want Me 2 Do?             | 4:15 |
| 8                            | The Marrying Kind                   | 2:49 |
| 9                            | If Eye Was the Man in Ur Life       | 3:10 |
| 10                           | On the Couch                        | 3:33 |
| 11                           | Dear Mr. Man                        | 4:14 |
| 12                           | Reflection                          | 3:04 |
| 13                           | Musicology (Musikvideo)             | 4:58 |
| Spieldauer: 47:49 min.       |                                     |      |
| Autor aller Songs ist Prince |                                     |      |

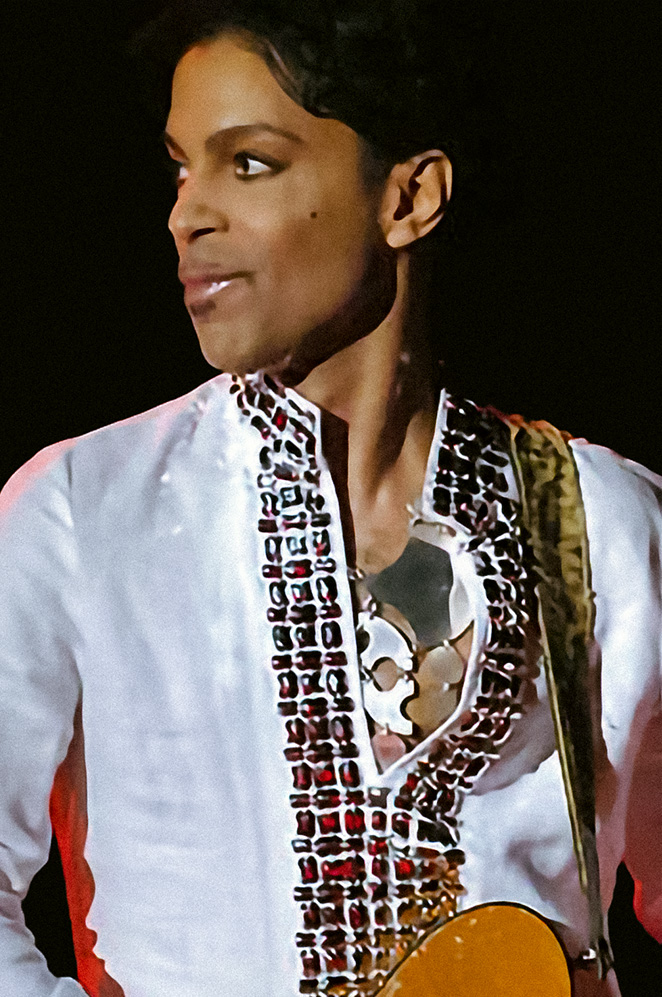
Prince, 2008

Prince veröffentlichte Musicology am 27. März 2004. Damals erhielten alle Konzertbesucher im Lawlor Events Center in Reno in Nevada im Rahmen seiner Musicology-Tour das Album erstmals als CD-Beigabe zum Konzertticket. Zwei Tage später erschien Musicology über seine damalige Website NPG Music Club.com auch als Download. Auf CD wurde das Album am 19. April 2004 in Großbritannien und einen Tag später in den USA herausgebracht. Die CD enthält als 13. Track zusätzlich das Musikvideo zur Singleauskopplung Musicology auf CD-ROM, was auf der Tracklist aber nicht erwähnt ist. Zudem ist das Album auch auf MC erhältlich.
Am 8. Februar 2019 veröffentlichte The Prince Estate („Der Prince-Nachlass“) über das Musiklabel Legacy Recording, das zu Sony Music Entertainment gehört, das Album erstmals auf LP; Musicology erschien als Doppelalbum in lilafarbenem Vinyl.

### Singles
Von dem Album wurden mit Musicology und Cinnamon Girl zwei Singles ausgekoppelt. Das Titelstück erschien am 22. April 2004, wurde aber nicht weltweit veröffentlicht. Als B-Seite dient On the Couch, das identisch mit der Albumversion ist. Ferner brachte Prince das Stück Magnificent als sogenannte „Digital Virtual B-Side“ heraus, das am 26. April 2024 als eigenständiger digitaler Track von The Prince Estate zum 20-jährigen Jubiläum des Albums Musicology wiederveröffentlicht wurde.
Die zweite Single, Cinnamon Girl, wurde am 28. September 2004 ausgekoppelt, wobei sich die europäische Ausgabe von der nordamerikanischen unterscheidet; die Editionen besitzen unterschiedliche Cover und die nordamerikanische Ausgabe enthält sowohl das Musikvideo als auch das dazugehörende Making-of von Cinnamon Girl. Die europäische Edition enthält eine Liveversion von Dear Mr. Man, die als Audio zu hören und auch als Musikvideo zu sehen ist. Die Aufnahme stammt von einem Livekonzert am 20. April 2004 in der Webster Hall in New York City. Zudem enthält die europäische Ausgabe den zuvor unveröffentlichten Song United States of Division, den Prince im Januar 2004 aufnahm und The Prince Estate am 5. April 2024 in einer leicht veränderten Version mit markanteren Bläsern als digitale Single veröffentlichte.
Außerdem wurde Call My Name (Single Version) in einer Länge von 3:58 Minuten als 1-Track-Promo-CD ausgekoppelt. Als virtuelle B-Seite dient der am 13. Juli 2004 als Download veröffentlichte Song Silver Tongue (Demo), wobei der Liedtext von Nikka Costa geschrieben wurde. Am 24. Mai 2024 erschien ein dezent neuer Remix von Silver Tongue, der von Toningenieur und Gitarrist Chris James produziert wurde, mit dem Prince von 2012 bis 2015 gelegentlich zusammenarbeitete.

### Musikvideos

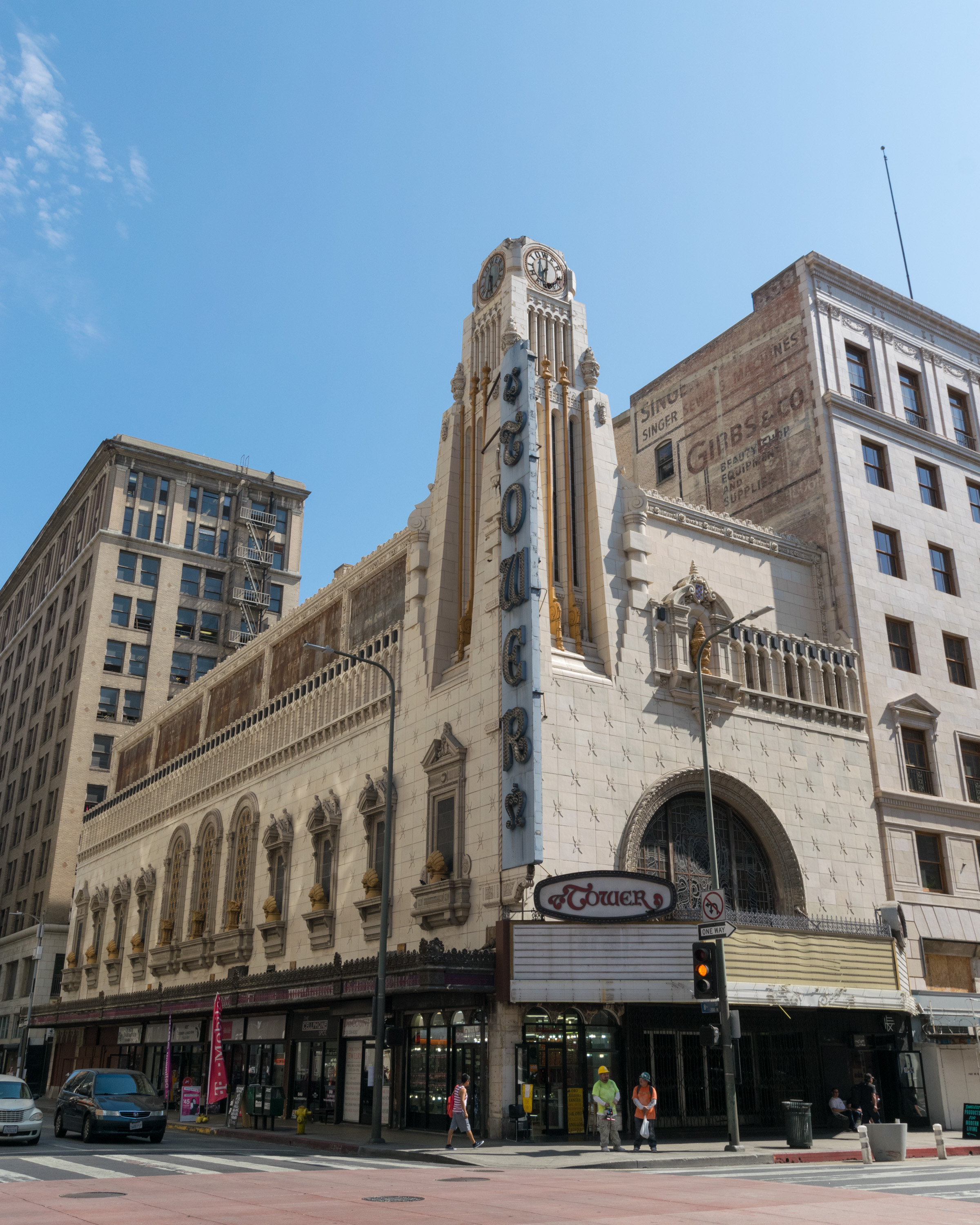
Im Tower Theatre (Foto 2017) in Los Angeles wurde das Musikvideo zu Musicology gedreht

Prince produzierte mit Musicology, Call My Name, Cinnamon Girl und A Million Days vier Musikvideos, wobei er A Million Days zu Lebzeiten aber nicht veröffentlichte. Zudem brachte The Prince Estate im April 2024 ein Musikvideo zu United States of Division heraus.
Die Dreharbeiten zu Musicology begannen am 10. Oktober 2003 in Los Angeles in Kalifornien in einem Secondhandladen für Bücher und Schallplatten mit Namen Counterpoint Records & Books. In der zuweilen nicht logisch konstruierten Handlung wird Prince als Kind dargestellt, verkörpert von dem afroamerikanischen und damals 8-jährigen Jungen mit Namen Colton Burton (* 27. Juli 1995), der sich in dem Secondhandladen die Single Musicology kauft und den Song zu Hause auf Gitarre nachspielt, dazu tanzt und singt. Außerdem ist im Musikvideo Bildmaterial von einem Auftritt zu sehen, der Prince mit seiner Begleitband The New Power Generation, inklusive Maceo Parker, am 11. Oktober 2003 im 900 Zuschauer fassenden Tower Theatre in Los Angeles zeigt; er spielt den Song Musicology im Playback und am Ende des Musikvideos besucht der 8-jährige Junge dieses Konzert, wird kurzzeitig auf die Konzertbühne getragen und tanzt. Regisseurin war Sanaa Hamri (* 1977), die Choreografie stammt von Aakomon Jones und Fatima Robinson (* 1971).
Während einer zweieinhalbwöchigen Pause der Musicology-Tour wurde am 21. Mai 2004 das Musikvideo zu Call My Name im Hollywood Center Studio, heute als Sunset Las Palmas Studios bekannt, in Los Angeles gedreht und Regisseurin war erneut Sanaa Hamri. Während Prince zum Song lippensynchron singt, spielt The New Power Generation die jeweiligen Instrumente. Inmitten des Auftritts sind mehrfach Filmszenen eines jungen Paares zu sehen, in denen die Frau von dem Mann einen Heiratsantrag bekommt und beide am Ende heiraten. Im Video ist auch Stokley Williams zu sehen.

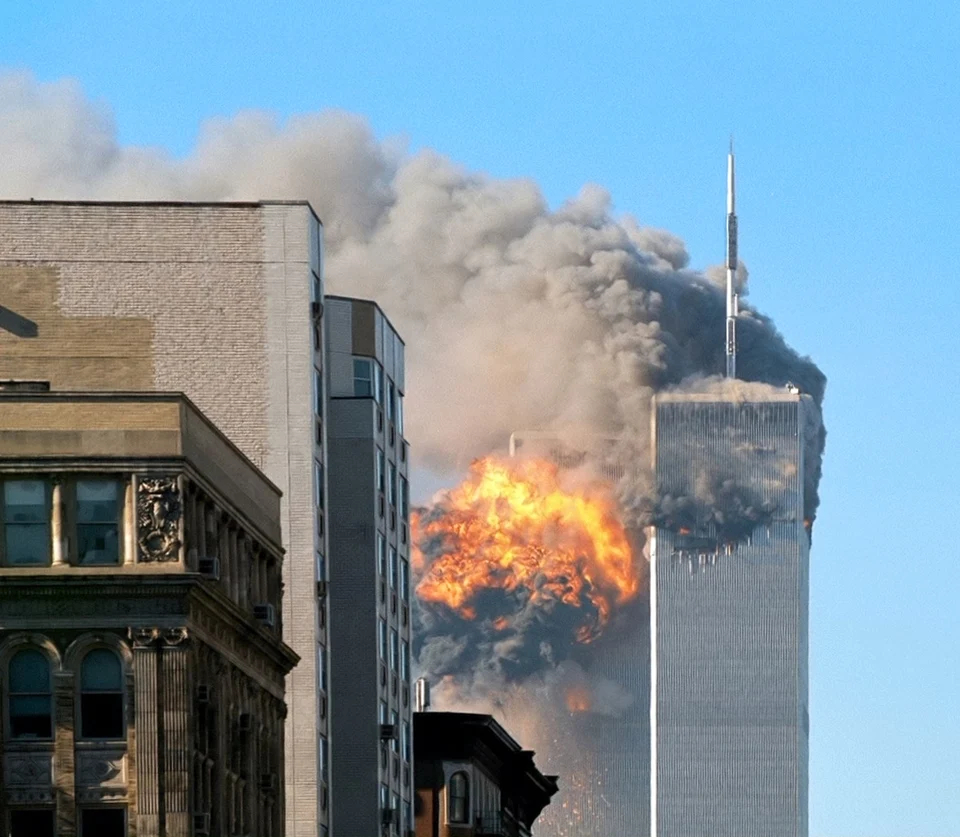
Terroranschläge am 11. September 2001

In der ersten Juliwoche 2004 drehte Regisseur Phil Harder (* 1965) in einem Filmstudio der Broadway Stages Ltd in Greenpoint in New York City ein Musikvideo zu Cinnamon Girl. Die Footages mit der damals 14-jährigen Hauptdarstellerin Keisha Castle-Hughes wurden im August 2004 in Prince’ Paisley Park Studio gedreht. Das Video erscheint wie ein pastoser Traum – halb gefilmt, halb gezeichnet. Es wird die Geschichte einer Teenagerin, dargestellt von Castle-Hughes, mit arabisch-amerikanische Wurzeln erzählt, die während der Terroranschläge am 11. September 2001 in der Schule ist. Unmittelbar nach dem das Unglück passierte, wenden sich ihre Freunde von ihr ab und belästigen sie rassistisch. Daraufhin ist sie emotional so aufgewühlt, dass sie davon träumt, Selbstmordattentätin zu werden und drückt kurz vor Ende des Videos einen roten Knopf; sie sprengt sich, zusammen mit anderen Menschen, auf dem New Yorker Flughafen in die Luft. Aber nach der Explosion läuft das Video rückwärts, sodass alle Menschen am Leben bleiben und die Teenagerin den roten Knopf doch nicht gedrückt hat. Die US-Tageszeitung New York Post bezeichnete das Musikvideo als das „geschmackloseste Musikvideo aller Zeiten“ und verschiedene Fernsehstation in Großbritannien und in den USA verboten damals die Ausstrahlung.
Eine Woche nach Beendigung der Musicology-Tour begannen am 18. September 2004 die Dreharbeiten über zwei Tage für das Musikvideo zu A Million Days. Regisseurin war abermals Sanaa Hamri und als Kameramann agierte Jonathan Sela. Das Video besitzt eine zuweilen zusammenhanglos wirkende Handlung, in der die weibliche Hauptdarstellerin, gespielt von dem Model Liza Hernández (* 23. Februar 1980 in Panama) unter dem Pseudonym Liza Lena, verzweifelt aus einem Hotel flieht. Auf ihrer Flucht beobachtet sie ein Liebespaar und trifft ein Mädchen, dargestellt von Natalya Phillips (* Juni 1995), das sie selbst als Kind verkörpern soll. Schließlich erreicht Hernández den Hotelausgang, steigt in eine auf sie wartende schwarze Limousine ein und wird zu einem Aufnahmestudio chauffiert, um dort Prince zu treffen. Im Video sind Sequenzen eingefügt, wie er den Song A Million Days alleine aufnimmt und dazu singt sowie Gitarre und Schlagzeug spielt. Als sie schließlich im Studio ankommt, ist Prince aber nicht mehr dort; er verlässt das Gebäude und steigt in die gleiche Limousine ein, mit der Hernández angekommen ist, und wird weggefahren. Als Location diente das Figueroa Hotel in Los Angeles sowie ein Aufnahmestudio in derselben Stadt.
Die unklare Handlung könnte darauf zurückzuführen sein, dass das Musikvideo Teil eines geplanten Prince-Films mit Namen 3121 – identischer Name wie sein gleichnamiges Album von 2006 – war, in dem auch Liza Hernández und Natalya Phillips mitspielen. Über die Gründe, warum weder das Musikvideo noch der Film herausgebracht wurde, hatte Prince sich niemals geäußert. Mit Hernández nahm er Ende 2005 den Song Panamaniac auf, der bis heute (2025) aber unveröffentlicht ist. Mit Phillips, seit 2011 Singer-Songwriterin, spielte Prince Ende 2015 das Duett Eye Kinda Like U ein, veröffentlichte es aber ebenfalls nicht. Ferner telefonierte er mit ihr noch am 20. April 2016 gegen 01:20 Uhr nachts, also ungefähr 24 Stunden vor seinem Tod.
Anlässlich des 20. Erscheinungsjahr vom Album Musicology veröffentlichte The Prince Estate am 5. April 2024 ein Musikvideo zu United States of Division, das das virtuelle Frontcover vom Song als Standbild zeigt, wobei im Hintergrund ein Mauerwerk mit Efeubepflanzung in Dauerschleife zu sehen ist.

### Coverversionen
Vereinzelt nahmen Musiker Coverversionen von Songs des Albums Musicology auf; Dear Mr. Man spielten Cornel West und Prince im Jahr 2007 neu ein. Ein Jahr später wurde der Song auch von dem norwegischen Musiker Egil Olsen (* 1980) gecovert. Cinnamon Girl interpretierte 2008 der norwegische Musiker Dylan Mondegreen, zusammen mit der US-amerikanischen Band The Aluminum Group. Call My Name nahm Morgan James im Jahr 2014 neu auf. The Marrying Kind coverte 2020 die kanadische Metalband Seum und brachte den Song als Single heraus. Von der B-Seite Silver Tongue interpretierte Nikka Costa eine neue Version und veröffentlichte diese im Jahr 2017.

## Mitwirkende

### Musiker

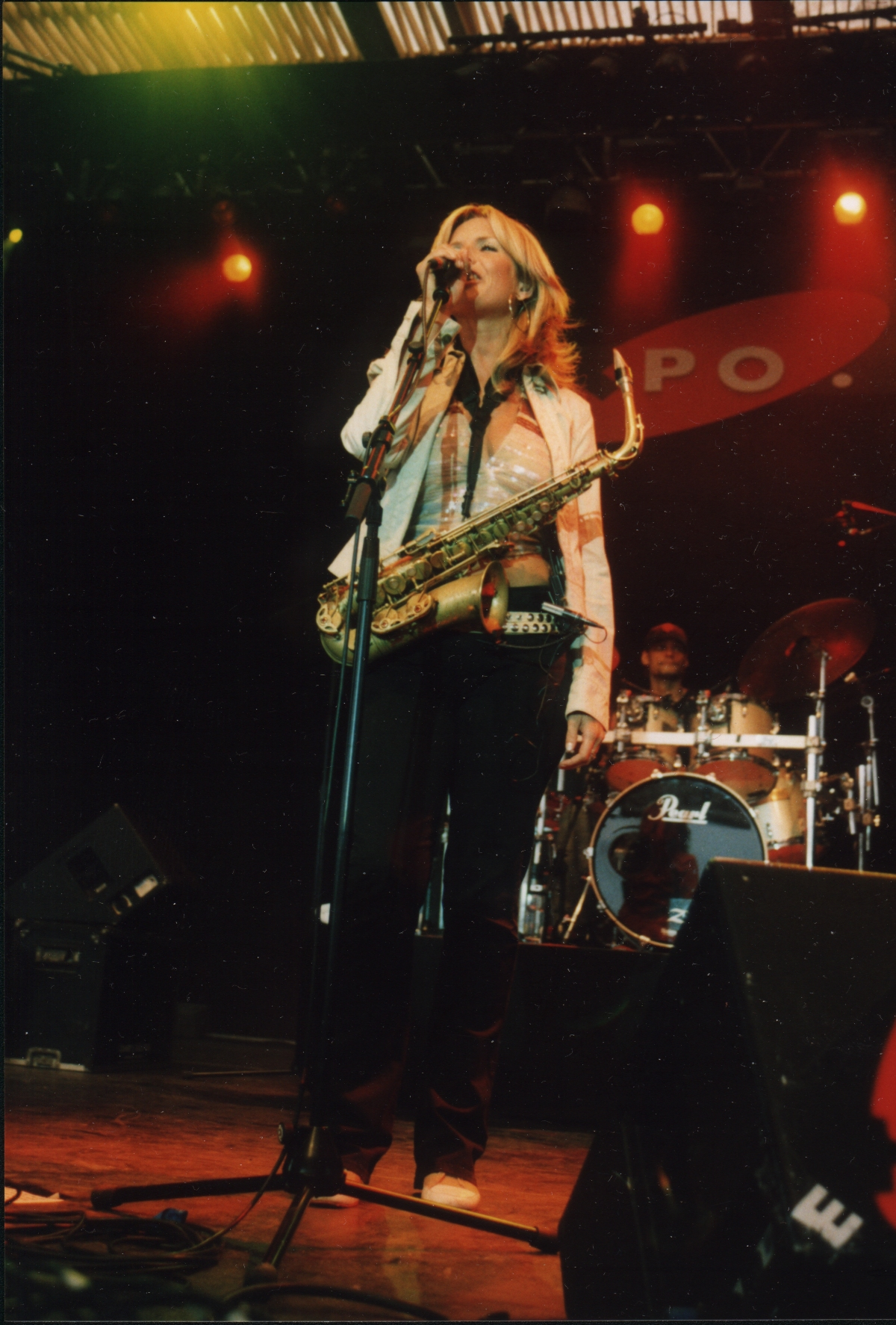
Candy Dulfer, 2006

Alle Songs wurden von Prince arrangiert, komponiert, produziert und vorgetragen. Zudem spielte er alle Musikinstrumente selbst ein, wobei folgende Personen die Aufnahmen ergänzten:
- Candy Dulfer – Horn in If Eye Was the Man in Ur Life, On the Couch, The Marrying Kind; Saxophon in Life ‘o’ the Party; zusätzlicher Gesang in Cinnamon Girl, Life ‘o’ the Party
- Chance Howard – Backing Vocals in Call My Name, Cinnamon Girl, Life ‘o’ the Party
- Clare Fischer – Samples der Saiteninstrumente in Call My Name
- Greg Boyer – Posaune in If Eye Was the Man in Ur Life, On the Couch, The Marrying Kind
- John Blackwell – Schlagzeug in Dear Mr. Man, If Eye Was the Man in Ur Life, On the Couch, The Marrying Kind
- Kip Blackshire – Backing Vocals in Call My Name
- Maceo Parker – Saxophon in If Eye Was the Man in Ur Life, On the Couch, The Marrying Kind
- Ornella Bonaccorsi Testolini – credited als „una donna di passaggio“ in The Marrying Kind; italienisch gesprochene Sätze in What Do U Want Me 2 Do?
- Renato Neto – Fender Rhodes in Dear Mr. Man
- Rhonda Smith – Backing Vocals in Cinnamon Girl; E-Bass in Dear Mr. Man
- Sheila E. – Shaker in Dear Mr. Man
- Stokley Williams – Backing Vocals in Call My Name

### Technisches Personal
- Prince – Toningenieur
- Afshin Shahidi – Fotografie
- Armour Photography – Fotografie
- Bernie Grundman – Mastering
- Jeremy Gavin – Albumdesign
- Jess Sutcliffe – Toningenieur (Uncredited)
- Joseph Lepinski – Toningenieur-Assistenz
- L. Stu Young – Toningenieur
- Sam Jennings – Albumdesign

## Tournee
Die Tournee zum Album nannte Prince „Musicology Live 2004ever“ und begann am 27. März 2004 in Reno in Nevada. Dieses Auftaktkonzert wurde in den USA in 31 Kinos live übertragen und im Eintrittspreis von 15 US-Dollar war auch das Album Musicology enthalten. Die Tournee endete am 11. September 2004 im SAP Center in San José in Kalifornien, umfasste 89 Konzerte, davon 87 in den USA und zwei in Toronto (Kanada), wurde von insgesamt 1,5 Millionen Menschen besucht und spielte 87 Millionen US-Dollar ein, womit sie die weltweit erfolgreichste Tournee im Jahr 2004 war. Die Konzertlänge variierte zwischen 120 und 150 Minuten, weil Prince jedes Konzert mit einer eigenen Setlist individuell gestaltete.
Die Kritiken fielen durchweg positiv aus; beispielsweise schrieb die kanadische Website JAM! Music, die Konzerte seien voller Momente, „wo einem der Mund offen stehen bleibt.“ Das Online-Magazin PopMatters zeigte sich ebenfalls begeistert und beschrieb Prince als „einen der Letzten einer aussterbenden Gattung: der generationsübergreifend attraktiven Popikone. Noch ist kein Nachfolger in Sicht, und daher sollten wir dankbar sein, dass ihm noch nicht der Saft ausgegangen ist.“ The Wall Street Journal schrieb einen Artikel über Prince’ erfolgreiche Tournee mit folgender Überschrift: „Baby, ich bin wieder ein Star – Wie ein scheinbar abgehalfterter Star Monate damit verbrachte, sich auf seine Rückkehr ins Rampenlicht vorzubereiten“.
Prince’ Begleitband The New Power Generation bestand aus den folgenden Mitgliedern:
- Candy Dulfer – Backing Vocals, Saxophon
- Chance Howard – Backing Vocals, Keyboard
- Greg Boyer – Posaune
- John Blackwell (* 9. September 1973; † 4. Juli 2017) – Schlagzeug
- Mike Scott – Akustische Gitarre, Backing Vocals
- Renato Neto – Keyboard
- Rhonda Smith – Backing Vocals, E-Bass
- ab dem 21. April: Maceo Parker – Backing Vocals, Saxophon
- bis zum 20. Juni: Mike Phillips – Backing Vocals, Saxophon, Vocoder

## Aftershows

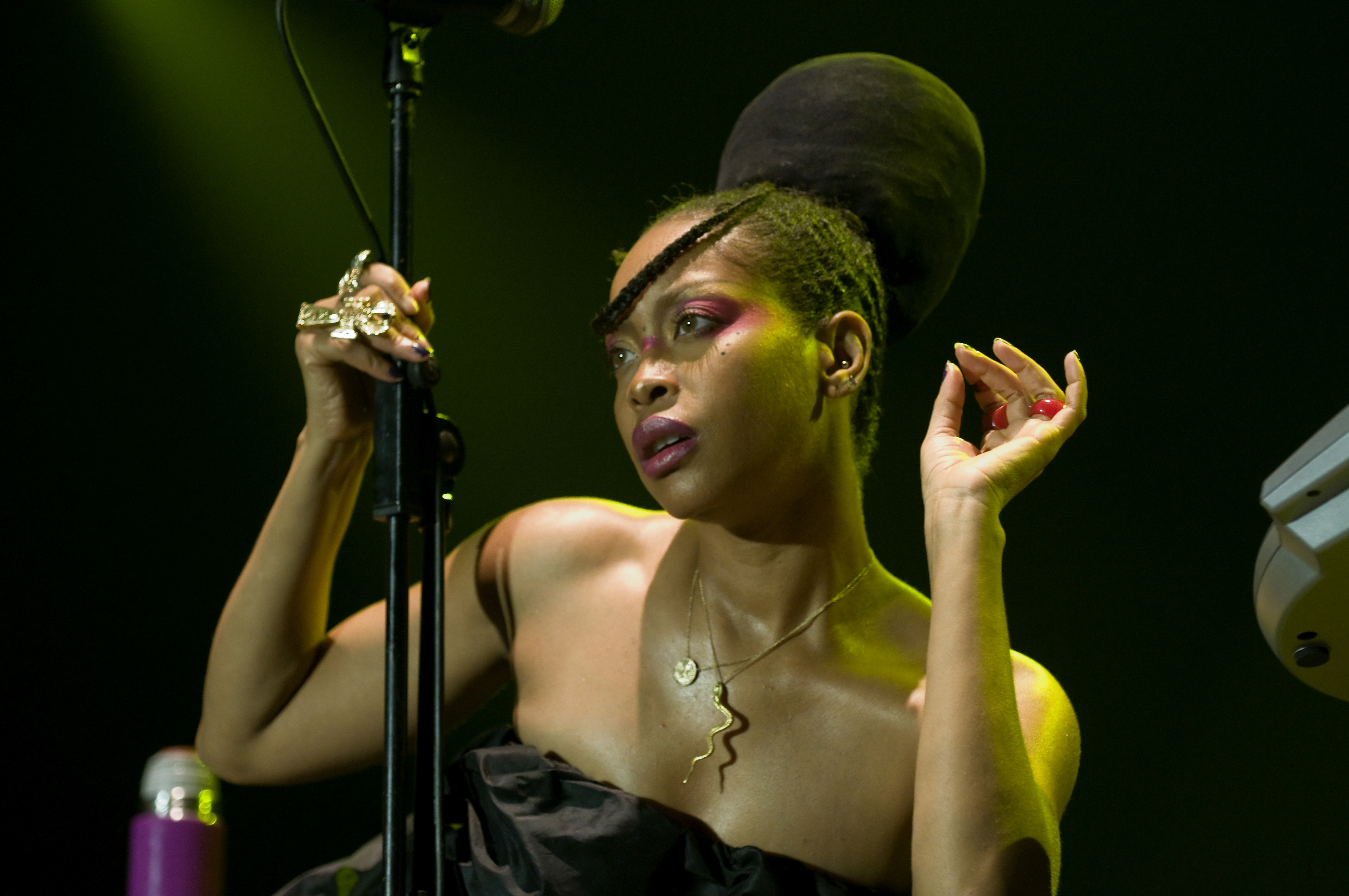
Erykah Badu, 2008

Ab dem Jahr 1986 spielte Prince nach dem Hauptkonzert gelegentlich eine Aftershow, also ein weiteres Konzert nach Mitternacht. Seine Aftershows fanden in kleineren Musikclubs vor meist 300 bis 1.500 Zuschauern statt und Prince verzichtete auf die aufwendigen Bühnenshows, Choreografien und Lightshows seiner Hauptkonzerte. Zudem gestaltete er die Songauswahl anders und verzichtete oftmals auf seine Top-Ten-Hits. Höhepunkte mancher Aftershows waren Gastauftritte bekannter Musiker.
Im Jahr 2004 spielte Prince bei neun der 89 Konzerte eine Aftershow, die alle in den USA stattfanden. Bei der ersten Aftershow am 7. Mai im Rocketown in Nashville in Tennessee wirkten Larry Graham und Victor Wooten als Gastmusiker mit. Dann absolvierte Prince drei Aftershows am 27. Mai, 4. Juni und 6. Juni im House of Blues in Los Angeles; bei der ersten waren keine Gastmusiker anwesend, am 4. Juni traten Sheila E. und die US-Sängerin Lynn Mabry (* 21. März 1958) auf, und am 6. Juni spielte Wendy Melvoin Gitarre. Am 12. Juni im Black Forest in Dallas in Texas war Erykah Badu als Gastsängerin dabei.
Am 17., 18. und 19. Juni 2004 gab Prince drei Aftershows in seinem Paisley Park Studio in Chanhassen in Minneapolis, wobei am letzten Tag der US-Sänger Kip Blackshire, Larry Graham sowie der ehemalige Keyboarder von The New Power Generation Morris Hayes als musikalische Gäste auftraten. Die neunte und letzte Aftershow spielte Prince am 25. Juli 2004 erneut im House of Blues, aber diesmal in Chicago in Illinois. Bei dieser Aftershow wirkte abermals Larry Graham mit.

## Rezensionen
Musikkritiker bewerteten Musicology überwiegend positiv. Die Mehrheit vertrat die Meinung, das Album sei zugänglicher, melodiöser und in sich geschlossener als alles andere, was Prince seit mehr als zehn Jahren herausgebracht habe. Einige Massenmedien bezeichneten Musicology als Comeback von ihm, worauf Prince entgegnete: „Comeback? Ich ging nie irgendwohin!“ Die Website Metacritic errechnete eine Durchschnittsbewertung von 72 %, basierend auf 24 Rezensionen englischsprachiger Medien.
Andreas Borcholte von Der Spiegel zeigte sich begeistert und gab neun von zehn Punkten. Er beschrieb das Album als „konzentrierte Lektion in Musikalität“. Prince sei in „Hochform“ und führe „in gewohnter Konsequenz seine musikalische Überlegenheit vor.“ Das Stück Call My Name bezeichnete Borcholte als „schönste Ballade“ des Albums. Lediglich „eine einzige Geschmacklosigkeit gibt es in dieser reichhaltigen Musikmahlzeit:“ A Million Days klinge „ein bisschen zu sehr nach den richtungslosen Selbstbeweihräucherungen“ von Crystal Ball aus dem Jahr 1998. Ansonsten aber „niederknien und anbeten, den kleinen Prinzen, der eigentlich ein König“ sei, zog Borcholte als Fazit.
Stephen Thomas Erlewine von AllMusic gab dreieinhalb von fünf Sternen. Prince habe mit Musicology „ein äußerst unterhaltsames Album abgeliefert.“ Es sei aber kein Meisterwerk und „nicht die Wiederkunft“ von Purple Rain (1984), Parade (1986) oder Sign “☮” the Times (1987), sondern „eher ein selbstbewussteres und in sich geschlosseneres Album als Diamonds and Pearls [1991] ohne dessen Bindung zum Hip-Hop.“ Musicology „ist ein starkes Album, das beim ersten Anhören beeindruckt und beim wiederholten Anhören besser“ werde. „Kurz gesagt, es ist das Comeback, das es sein wollte“, schrieb Erlewine.
Anthony DeCurtis von der US-Musikzeitschrift Rolling Stone gab vier von sechs Sternen und bezeichnete Musicology als „ein so ansprechendes, konzentriertes und schlichtweg befriedigendes Album, wie es Prince seit Menschengedenken nicht mehr gemacht“ habe; es sei „offen, lässig und inklusiv, die Art von Album, die jeder mögen könnte.“ Vor allem Prince’ Songwriting verleihe „wieder ein erfrischendes Gefühl“ und jeder Track wirke „eigenständig, kohärent und rigoros aufgeräumt“, wie beispielsweise „eine verliebte Meditation“ in A Million Days, „ein Stop-Time-Jam“ wie in If Eye Was the Man in Ur Life oder „ein bluesiges Lamento“ in On the Couch. In den Liedtexten habe Prince zwar „sein Markenzeichen, die sexuelle Freizügigkeit, weit zurückgeschraubt“, aber „diese Zurückhaltung“ funktioniere. Mit „seinen geschmeidigen Grooves und seinem mühelosen Swing – ganz zu schweigen von Prince’ verführerischem Gesang“ – schwelge Musicology in einer „unterschwelligen erotischen Spannung“.
Dominique Leone von Pitchfork Media zeigte sich enttäuscht und verteilte 5,8 von zehn Punkten. Er „kann nicht nachvollziehen, wie man ernsthaft von einem Comeback sprechen oder andeuten“ könne, dass Prince mit Musicology „zu seiner früheren Bestform“ zurückgekehrt sei. Zwar sei die Musik „oft angenehm“, lasse aber „die Kraft seiner besten Werke“ vermissen. Die „interessantesten Momente“ entstünden, wenn Prince „entweder auf ein gutes Konzept“ wie in Illusion, Coma, Pimp & Circumstance stoße oder „langsame Jams“ wie Call My Name und What Do U Want Me 2 Do? spiele. Der beste Rocksong des Albums sei Cinnamon Girl. Das Stück A Million Days besitze zwar „die Struktur einer guten Rockballade“, klinge aber „wie ein halbfertiges Demo.“ Der Track If Eye Was the Man in Ur Life beginne „als unglaublicher Jam mit Metal-Gitarre“ und enthalte eine „herrlich harmonisierte Strophenmelodie“, gerate am Ende aber „ins Stocken.“ Doch „das Schlimmste ist“, dass Musicology „wahrscheinlich das beste Prince-Album seit mindestens“ 1992 mit Love Symbol und „möglicherweise seit“ Sign “☮” the Times von 1987 sei. Zudem sei es „auch deprimierend zu denken“, dass Prince seit über 15 Jahren (Stand 2004) „keine großartige Platte mehr“ produziert habe, meinte Leone.
Tim Perlich vom kanadischen Now Magazine zeigte sich sogar sehr enttäuscht und gab mit der Note „NN“ die zweitschlechteste Bewertung ab. „Der Vorteil der langen kreativen Durststrecke von Prince“ sei, dass die Erwartungen an „ein erstaunliches Album nun soweit gesenkt wurden“, dass „viele Fans gerne einen funky Dance-Joint nehmen und es als Segen betrachten“ würden. Mit „dem stampfenden Titeltrack“ sei er auch „nahe dran“, aber im Verlauf des Albums verliere Prince „schnell den Groove“ und kehre „zu kitschigen Balladen zurück.“ Doch „noch schlimmer“ seien „seine peinlich albernen Versuche eines sozialen Kommentars – die mit biblischen Bezügen versehen sind – wie im Stück Cinnamon Girl, das eine verspätete Reaktion auf die Tragödie vom 11. September [2001] zu sein scheint.“ Als Fazit schrieb Perlich, das Album könne man „getrost vergessen.“
Per Nilsen, Autor von Prince-Büchern und Beobachter seiner musikalischen Karriere, sagte im Jahr 2004: „Sowohl The Rainbow Children [2001] als auch Musicology hatten damit zu tun, dass meine Begeisterung für seine Musik nachließ. The Rainbow Children erschien mir wirklich reizlos, und Musicology wurde dem Medienrummel, der darum gemacht wurde, auch nicht gerecht.“ Dennoch freue Nilsen, dass es Prince „gelungen ist, seine Fangemeinde mit Musicology wieder zu vergrößern, und ich verfolge seine Karriere noch immer.“

## Kommerzieller Erfolg

### Chartplatzierungen
| ChartsChartplatzierungen       | Höchstplatzierung | Wochen |
| ------------------------------ | ----------------- | ------ |
| Deutschland (GfK)              | 4 (14 Wo.)        | 14     |
| Österreich (Ö3)                | 4 (12 Wo.)        | 12     |
| Schweiz (IFPI)                 | 2 (17 Wo.)        | 17     |
| Vereinigtes Königreich (OCC)   | 3 (7 Wo.)         | 7      |
| Vereinigte Staaten (Billboard) | 3 (26 Wo.)        | 26     |

| ChartsJahrescharts (2004)      | Platzierung |
| ------------------------------ | ----------- |
| Deutschland (GfK)              | 75          |
| Schweiz (IFPI)                 | 48          |
| Vereinigtes Königreich (OCC)   | 192         |
| Vereinigte Staaten (Billboard) | 25          |

In Deutschland und in Österreich erreichte Prince zum ersten Mal seit 1994 (Come bzw. Black Album) wieder mit einem Studioalbum die Top Ten, im Vereinigten Königreich und in den USA seit 1995 (The Gold Experience), und in der Schweiz seit 1996 (Emancipation).
| Jahr | Titel                                     | Höchstplatzierung, Gesamtwochen, AuszeichnungChartplatzierungen (Jahr, Titel, , Platzierungen, Wochen, Auszeichnungen, Anmerkungen) | Höchstplatzierung, Gesamtwochen, AuszeichnungChartplatzierungen (Jahr, Titel, , Platzierungen, Wochen, Auszeichnungen, Anmerkungen) | Höchstplatzierung, Gesamtwochen, AuszeichnungChartplatzierungen (Jahr, Titel, , Platzierungen, Wochen, Auszeichnungen, Anmerkungen) | Höchstplatzierung, Gesamtwochen, AuszeichnungChartplatzierungen (Jahr, Titel, , Platzierungen, Wochen, Auszeichnungen, Anmerkungen) | Höchstplatzierung, Gesamtwochen, AuszeichnungChartplatzierungen (Jahr, Titel, , Platzierungen, Wochen, Auszeichnungen, Anmerkungen) | Anmerkungen                                                                          |
| Jahr | Titel                                     | DE | AT | CH | UK | US | Anmerkungen                                                                          |
| ---- | ----------------------------------------- | --- | --- | --- | --- | --- | ------------------------------------------------------------------------------------ |
| 2004 | Musicology                                | DEn.v.DE | — | CH27 (7 Wo.)CH | — | US120 (3 Wo.)US | Nicht weltweit ausgekoppelt                                                          |
| 2004 | Call My Name                              | DEn.v.DE | ATn.v.AT | CHn.v.CH | UKn.v.UK | US75 (18 Wo.)US | Keine Singleauskopplung, platzierte sich über Airplay Charteinstieg: 21. August 2004 |
| 2004 | Cinnamon Girl                             | DE89 (1 Wo.)DE | — | — | UK43 (2 Wo.)UK | — |                                                                                      |
| 2024 | United States of Division non-Album Track | — | — | — | — | — | Download-Single                                                                      |

### Auszeichnungen für Musikverkäufe
| Land/Region                  | Auszeichnungen für Musikverkäufe (Land/Region, Auszeichnung, Verkäufe) | Verkäufe  |
| ---------------------------- | ---------------------------------------------------------------------- | --------- |
| Kanada (MC)                  | Gold                                                                   | 50.000    |
| Niederlande (NVPI)           | Gold                                                                   | 40.000    |
| Schweiz (IFPI)               | Gold                                                                   | 20.000    |
| Vereinigte Staaten (RIAA)    | 2× Platin                                                              | 2.000.000 |
| Vereinigtes Königreich (BPI) | Gold                                                                   | 100.000   |
| Insgesamt                    | 4× Gold · 2× Platin ·                                                  | 2.210.000 |

Hauptartikel: Prince/Auszeichnungen für Musikverkäufe

## Preise
Prince wurde für die Musicology-Ära mit folgenden Auszeichnungen und Preisen geehrt:

### Minnesota Music Awards
22. September 2004: Gewinner in den drei Kategorien „Artist/Group of the Year“, „Best Guitarist“ und „Best R&B-Group/Artist“. Das Album gewann in den beiden Kategorien „Best National Recording“ und „Best R&B Recording“, das Titelstück Musicology wurde als „Song of the Year“ ausgezeichnet.

### Billboard Music Awards
Prince gewann bei den Billboard Music Awards folgende Preise:
5. November 2004: „Billboard Digital Awards“ in der Kategorie „Best Use of Technology by an Artist“ für NPG Music Club.com.
9. November 2004: „Billboard Backstage Pass Awards“ in der Kategorie „Top Draw Award“ („Bester Entwurf einer Bühne“) für die Musicology-Tour sowie bei den „Billboard Touring Awards“ ebenfalls in der Kategorie „Top Draw Award“ für die Musicology-Tour.

### Pollstar Concert Industry Awards
4. Februar 2005: Prince erhielt für die Musicology-Tour von der auf Livekonzerte spezialisierten US-Fachzeitschrift Pollstar die Preise in den Kategorien „2004 Major Tour of the Year“ und „Most Creative Stage Production“.

### Grammy Awards 2005
13. Februar 2005: Call My Name gewann bei den Grammy Awards 2005 in der Kategorie „Best Male R&B Vocal Performance“, und der Song Musicology in der Kategorie „Best Traditional R&B Performance“. Zudem wurde Prince in drei weiteren Kategorien nominiert, gewann aber nicht.

### Fryderyk
15. März 2005: Gewinner des polnischen Musikpreis Fryderyk in der Kategorie „Najlepszy album zagraniczny“ („Bestes ausländisches Album“).

### NAACP Image Award
25. März 2005: Ehrenpreis „Vanguard Award“ beim NAACP Image Award. Zudem wurde Musicology in der Kategorie „Outstanding Album“ ausgezeichnet.

### Juno Awards 2005
3. April 2005: Toningenieur L. Stu Young erhielt bei den Juno Awards 2005 den Preis in der Kategorie „Recording Engineer of the Year“ für die beiden Songs If Eye Was the Man in Ur Life und What Do U Want Me 2 Do?.